# Commentarii Mathematici Helvetici
Commentarii Mathematici Helvetici is een internationaal, aan collegiale toetsing onderworpen wetenschappelijk tijdschrift op het gebied van de wiskunde. De naam wordt in literatuurverwijzingen meestal afgekort tot Comment. Math. Helv. Het wordt uitgegeven door
de Swiss Mathematical Society. De verspreiding wordt verzorgd door de European Mathematical Society. Het tijdschrift is opgericht in 1929 en verschijnt 4 keer per jaar.